# Polgármester-választások Rinyaszentkirályon
1990 és 2019 között nyolc polgármester-választást  tartottak Rinyaszentkirályon.
A nyolc választás során két polgármester nyerte el a választók többségének bizalmát. 2002 óta Molnár József a Somogy megyei község első embere. 
A részvételi hajlandóság közepesen magas volt, időnként 70% fölé emelkedett, néhányszor viszont 60% alá is süllyedt. Egy eset kivételével mindig több jelölt állt rajtvonalhoz, a hivatalban lévő polgármester pedig minden alkalommal megmérettette magát.

## Háttér
A bő négyszáz fős település Somogy megyében déli részén található.A község a XX. század folyamán végig Nagyatád környékéhez tartozott, 2013 óta a Nagyatádi járás része.
Rinyaszentkirály a rendszerváltás előtti évtizedekben a Görgeteg központú közös tanácshoz tartozott.

### Alapadatok
| Év   | Jelöltek | Részvétel |
| ---- | -------- | --------- |
| 1994 | 3        | 69%       |
| 1998 | 2        | 73%       |
| 2002 | 4        | 77%       |
| 2006 | 1        | 58%       |
| 2010 | 2        | 72%       |
| 2014 | 2        | 60%       |
| 2019 | 3        | 60%       |

Az önkormányzati választásokon közepesen magas volt a részvételi hajlandóság. A legalacsonyabb szavazói kedv 2006-ban volt (58%), azon a választáson, amikor csak egyetlen egy jelölt állt rajtvonalhoz. A legmagasabb a részvételi arány 2002-ben volt (78%). A 2006-os választás kivételével mindig több jelölt indult a választáson, a hivatalban lévő polgármester pedig mindig rajtvonalhoz állt. (Az 1990-es választásokról nem állnak rendelkezésre részletes adatok.)
A település lakóinak a száma négy- és ötszáz között mozgott a rendszerváltás óta, némi ingadozás mellett csökkenő irányt mutatva. A község lélekszámából fakadóan a képviselő-testület létszáma előbb 5 fős volt, majd a 2010-es önkormányzati reformot követően 4 fős lett. A választójogosultak száma 90 és 105 között ingadozott.
Időközi polgármester-választásra az ezredforduló óta nem került sor.
| Alapadatok (1990-2019) | Alapadatok (1990-2019) | Alapadatok (1990-2019) | Alapadatok (1990-2019) | Alapadatok (1990-2019) | Alapadatok (1990-2019) | Alapadatok (1990-2019) |
| Év                     | Nap                    | Lakók                  | Lakók                  | Választó- jogosult     | Szavazó                | Részvétel              |
| Év                     | Nap                    | száma                  | +/–                    | Választó- jogosult     | Szavazó                | Részvétel              |
| ---------------------- | ---------------------- | ---------------------- | ---------------------- | ---------------------- | ---------------------- | ---------------------- |
| 1990                   | szept.30.              | 482                    | (nincs adat)           | (nincs adat)           | (nincs adat)           | (nincs adat)           |
| 1994                   | dec.11.                | 463                    | -19                    | 343                    | 236                    | 68,8%                  |
| 1998                   | okt.18.                | 452                    | -11                    | 340                    | 249                    | 73,2%                  |
| 2002                   | okt.20.                | 453                    | +1                     | 332                    | 257                    | 77,4%                  |
| 2006                   | okt.1.                 | 429                    | -24                    | 320                    | 187                    | 58,4%                  |
| 2010                   | okt.3.                 | 423                    | -6                     | 309                    | 222                    | 71,8%                  |
| 2014                   | okt.12.                | 436                    | +13                    | 309                    | 184                    | 59,5%                  |
| 2019                   | okt.13.                | 414                    | -22                    | 305                    | 184                    | 60,3%                  |

## Választások
| \| 1990 \| |                                         |          |                 |
| Jelölt     | Jelölt                                  | Szavazat | Szavazat        |
|            | Horváth József –                        | n.a.     | n.a.            |
|            | {{{jelölt2}}} –                         |          | {{{százalék2}}} |
|            | {{{jelölt3}}} –                         |          | {{{százalék3}}} |
|            | {{{jelölt4}}} –                         |          | {{{százalék4}}} |
|            | {{{jelölt5}}} –                         |          | {{{százalék5}}} |
|            | {{{jelölt6}}} –                         |          | {{{százalék6}}} |
|            | {{{jelölt7}}} –                         |          | {{{százalék7}}} |
|            | {{{jelölt8}}} –                         |          | {{{százalék8}}} |
|            | {{{jelölt9}}} –                         |          | {{{százalék9}}} |
|            | további jelöltekről nincs elérhető adat |          |                 |
|            |                                         |          |                 |
| 1990       |                                         |          |                 |

| \| 1994 \| \| Részvétel: 69% \| |                   |                |                 |
| Jelölt                          | Jelölt            | Szavazat       | Szavazat        |
|                                 | Horváth József –  | 188            | 80,0%           |
|                                 | Oldal József –    | 41             | 17,4%           |
|                                 | Pettendi József – | 6              | 2,6%            |
|                                 | {{{jelölt4}}} –   |                | {{{százalék4}}} |
|                                 | {{{jelölt5}}} –   |                | {{{százalék5}}} |
|                                 | {{{jelölt6}}} –   |                | {{{százalék6}}} |
|                                 | {{{jelölt7}}} –   |                | {{{százalék7}}} |
|                                 | {{{jelölt8}}} –   |                | {{{százalék8}}} |
|                                 | {{{jelölt9}}} –   |                | {{{százalék9}}} |
|                                 |                   |                |                 |
|                                 |                   |                |                 |
| 1994                            |                   | Részvétel: 69% |                 |

| \| 1998 \| \| Részvétel: 73% \| |                      |                |                 |
| Jelölt                          | Jelölt               | Szavazat       | Szavazat        |
|                                 | Horváth József –     | 160            | 65,6%           |
|                                 | id. Borosán József – | 84             | 34,4%           |
|                                 | {{{jelölt3}}} –      |                | {{{százalék3}}} |
|                                 | {{{jelölt4}}} –      |                | {{{százalék4}}} |
|                                 | {{{jelölt5}}} –      |                | {{{százalék5}}} |
|                                 | {{{jelölt6}}} –      |                | {{{százalék6}}} |
|                                 | {{{jelölt7}}} –      |                | {{{százalék7}}} |
|                                 | {{{jelölt8}}} –      |                | {{{százalék8}}} |
|                                 | {{{jelölt9}}} –      |                | {{{százalék9}}} |
|                                 |                      |                |                 |
|                                 |                      |                |                 |
| 1998                            |                      | Részvétel: 73% |                 |

| \| 2002 \| \| Részvétel: 73% \| |                   |                |                 |
| Jelölt                          | Jelölt            | Szavazat       | Szavazat        |
|                                 | Molnár József –   | 121            | 49,0%           |
|                                 | Horváth József –  | 103            | 41,7%           |
|                                 | Oldal József MSZP | 13             | 5,3%            |
|                                 | Fáth János –      | 10             | 4,0%            |
|                                 | {{{jelölt5}}} –   |                | {{{százalék5}}} |
|                                 | {{{jelölt6}}} –   |                | {{{százalék6}}} |
|                                 | {{{jelölt7}}} –   |                | {{{százalék7}}} |
|                                 | {{{jelölt8}}} –   |                | {{{százalék8}}} |
|                                 | {{{jelölt9}}} –   |                | {{{százalék9}}} |
|                                 |                   |                |                 |
|                                 |                   |                |                 |
| 2002                            |                   | Részvétel: 73% |                 |

| \| 2006 \| \| Részvétel: 58% \| |                         |                |                 |
| Jelölt                          | Jelölt                  | Szavazat       | Szavazat        |
|                                 | Molnár József Somogyért | 179            | 100%            |
|                                 | {{{jelölt2}}} –         |                | {{{százalék2}}} |
|                                 | {{{jelölt3}}} –         |                | {{{százalék3}}} |
|                                 | {{{jelölt4}}} –         |                | {{{százalék4}}} |
|                                 | {{{jelölt5}}} –         |                | {{{százalék5}}} |
|                                 | {{{jelölt6}}} –         |                | {{{százalék6}}} |
|                                 | {{{jelölt7}}} –         |                | {{{százalék7}}} |
|                                 | {{{jelölt8}}} –         |                | {{{százalék8}}} |
|                                 | {{{jelölt9}}} –         |                | {{{százalék9}}} |
|                                 |                         |                |                 |
|                                 |                         |                |                 |
| 2006                            |                         | Részvétel: 58% |                 |

| \| 2010 \| \| Részvétel: 72% \| |                             |                |                 |
| Jelölt                          | Jelölt                      | Szavazat       | Szavazat        |
|                                 | Molnár József –             | 164            | 75,2%           |
|                                 | Pettendi Miklós Fidesz-KDNP | 54             | 24,8%           |
|                                 | {{{jelölt3}}} –             |                | {{{százalék3}}} |
|                                 | {{{jelölt4}}} –             |                | {{{százalék4}}} |
|                                 | {{{jelölt5}}} –             |                | {{{százalék5}}} |
|                                 | {{{jelölt6}}} –             |                | {{{százalék6}}} |
|                                 | {{{jelölt7}}} –             |                | {{{százalék7}}} |
|                                 | {{{jelölt8}}} –             |                | {{{százalék8}}} |
|                                 | {{{jelölt9}}} –             |                | {{{százalék9}}} |
|                                 |                             |                |                 |
|                                 |                             |                |                 |
| 2010                            |                             | Részvétel: 72% |                 |

| \| 2014 \| \| Részvétel: 60% \| |                   |                |                 |
| Jelölt                          | Jelölt            | Szavazat       | Szavazat        |
|                                 | Molnár József –   | 139            | 76,8%           |
|                                 | Pettendi Miklós – | 42             | 23,2%           |
|                                 | {{{jelölt3}}} –   |                | {{{százalék3}}} |
|                                 | {{{jelölt4}}} –   |                | {{{százalék4}}} |
|                                 | {{{jelölt5}}} –   |                | {{{százalék5}}} |
|                                 | {{{jelölt6}}} –   |                | {{{százalék6}}} |
|                                 | {{{jelölt7}}} –   |                | {{{százalék7}}} |
|                                 | {{{jelölt8}}} –   |                | {{{százalék8}}} |
|                                 | {{{jelölt9}}} –   |                | {{{százalék9}}} |
|                                 |                   |                |                 |
|                                 |                   |                |                 |
| 2014                            |                   | Részvétel: 60% |                 |

| \| 2019 \| \| Részvétel: 60% \| |                        |                |                 |
| Jelölt                          | Jelölt                 | Szavazat       | Szavazat        |
|                                 | Molnár József –        | 125            | 68,7%           |
|                                 | Supák Andrea –         | 39             | 21,4%           |
|                                 | Balogh Zoltán Ferenc – | 18             | 9,9%            |
|                                 | {{{jelölt4}}} –        |                | {{{százalék4}}} |
|                                 | {{{jelölt5}}} –        |                | {{{százalék5}}} |
|                                 | {{{jelölt6}}} –        |                | {{{százalék6}}} |
|                                 | {{{jelölt7}}} –        |                | {{{százalék7}}} |
|                                 | {{{jelölt8}}} –        |                | {{{százalék8}}} |
|                                 | {{{jelölt9}}} –        |                | {{{százalék9}}} |
|                                 |                        |                |                 |
|                                 |                        |                |                 |
| 2019                            |                        | Részvétel: 60% |                 |

| Áttekintő táblázat | Áttekintő táblázat         | Áttekintő táblázat         | Áttekintő táblázat         | Áttekintő táblázat | Áttekintő táblázat | Áttekintő táblázat | Áttekintő táblázat |
| Év                 | Megválasztott polgármester | Megválasztott polgármester | Megválasztott polgármester | Szavazat           | Szavazat           | Előny a 2. előtt   | Előny a 2. előtt   |
| Év                 | név                        | szervezet                  | szervezet                  | db                 | érv.%              | db                 | %                  |
| ------------------ | -------------------------- | -------------------------- | -------------------------- | ------------------ | ------------------ | ------------------ | ------------------ |
| 1990               | Horváth József             |                            | –                          | (nincs adat)       | (nincs adat)       | (nincs adat)       | (nincs adat)       |
| 1994               | Horváth József             |                            | –                          | 188                | 80,0%              | +147               | +63%               |
| 1998               | Horváth József             |                            | –                          | 160                | 65,6%              | +76                | +31%               |
| 2002               | Molnár József              |                            | –                          | 121                | 49,0%              | +18                | +7%                |
| 2006               | Molnár József              |                            | Somogyért                  | 179                | 100,0%             | –                  | –                  |
| 2010               | Molnár József              |                            | –                          | 164                | 75,2%              | +110               | +50%               |
| 2014               | Molnár József              |                            | –                          | 139                | 76,8%              | +97                | +53%               |
| 2019               | Molnár József              |                            | –                          | 125                | 68,7%              | +86                | +47%               |

| Kiegészítő adatok | Kiegészítő adatok | Kiegészítő adatok | Kiegészítő adatok | Kiegészítő adatok | Kiegészítő adatok |
| Év                | jelöltek száma    | HL?               | Rész- vétel       | Érvényes szavazat | Érvény- telen     |
| ----------------- | ----------------- | ----------------- | ----------------- | ----------------- | ----------------- |
| 1990              | n.a.              | ?                 | (nincs adat)      | (nincs adat)      | (nincs adat)      |
| 1994              | 3                 | ✓                 | 69%               | 235               | 0,4%              |
| 1998              | 2                 | ✓                 | 73%               | 244               | 2,0%              |
| 2002              | 4                 | ✓                 | 77%               | 247               | 3,9%              |
| 2006              | 1                 | ✓                 | 58%               | 179               | 4,3%              |
| 2010              | 2                 | ✓                 | 72%               | 218               | 1,8%              |
| 2014              | 2                 | ✓                 | 60%               | 181               | 1,6%              |
| 2019              | 3                 | ✓                 | 60%               | 182               | 1,1%              |

| Összehasonlító tábla (1994 óta) | Összehasonlító tábla (1994 óta) | Összehasonlító tábla (1994 óta) | Összehasonlító tábla (1994 óta) | Összehasonlító tábla (1994 óta) | Összehasonlító tábla (1994 óta) | Összehasonlító tábla (1994 óta) | Összehasonlító tábla (1994 óta) | Összehasonlító tábla (1994 óta) |
| Év                              | Polgármester-jelölt             | Polgármester-jelölt             | Polgármester-jelölt             | #.                              | Szavazat                        | Szavazat                        | Szavazat                        | Szavazat                        |
| Év                              | név                             | szervezet                       | szervezet                       | #.                              | db                              | jogosultak arányában            | szavazók arányában              | érvényes szavazatok arányában   |
| ------------------------------- | ------------------------------- | ------------------------------- | ------------------------------- | ------------------------------- | ------------------------------- | ------------------------------- | ------------------------------- | ------------------------------- |
| 1994                            | Horváth József                  |                                 | –                               | 1.                              | 188                             | 54,8%                           | 79,7%                           | 80,0%                           |
| 1994                            | Oldal József                    |                                 | –                               | 2.                              | 41                              | 12,0%                           | 17,4%                           | 17,4%                           |
| 1994                            | Pettendi József                 |                                 | –                               | 3.                              | 6                               | 1,7%                            | 2,5%                            | 2,6%                            |
| 1998                            | Horváth József                  |                                 | –                               | 1.                              | 160                             | 47,1%                           | 64,3%                           | 65,6%                           |
| 1998                            | id. Borosán József              |                                 | –                               | 2.                              | 84                              | 24,7%                           | 33,7%                           | 34,4%                           |
| 2002                            | Molnár József                   |                                 | –                               | 1.                              | 121                             | 36,4%                           | 47,1%                           | 49,0%                           |
| 2002                            | Horváth József                  |                                 | –                               | 2.                              | 103                             | 31,0%                           | 40,1%                           | 41,7%                           |
| 2002                            | Oldal József                    |                                 | MSZP                            | 3.                              | 13                              | 3,9%                            | 5,1%                            | 5,3%                            |
| 2002                            | Fáth János                      |                                 | –                               | 4.                              | 10                              | 3,0%                            | 3,9%                            | 4,0%                            |
| 2006                            | Molnár József                   |                                 | Somogyért                       | 1.                              | 179                             | 55,9%                           | 95,7%                           | 100,0%                          |
| 2010                            | Molnár József                   |                                 | –                               | 1.                              | 164                             | 53,1%                           | 73,9%                           | 75,2%                           |
| 2010                            | Pettendi Miklós                 |                                 | Fidesz-KDNP                     | 2.                              | 54                              | 17,5%                           | 24,3%                           | 24,8%                           |
| 2014                            | Molnár József                   |                                 | –                               | 1.                              | 139                             | 45,0%                           | 75,5%                           | 76,8%                           |
| 2014                            | Pettendi Miklós                 |                                 | –                               | 2.                              | 42                              | 13,6%                           | 22,8%                           | 23,2%                           |
| 2019                            | Molnár József                   |                                 | –                               | 1.                              | 125                             | 41,0%                           | 67,9%                           | 68,7%                           |
| 2019                            | Supák Andrea                    |                                 | –                               | 2.                              | 39                              | 12,8%                           | 21,2%                           | 21,4%                           |
| 2019                            | Balogh Zoltán Ferenc            |                                 | –                               | 3.                              | 18                              | 5,9%                            | 9,8%                            | 9,9%                            |

## Polgármesterek
| 1990-'94       | 1994-'98       | 1998-'02       | 2002-'06      | 2006-'10      | 2010-'14      | 2014-'19      | 2019-         |
| -------------- | -------------- | -------------- | ------------- | ------------- | ------------- | ------------- | ------------- |
| Horváth József | Horváth József | Horváth József | Molnár József | Molnár József | Molnár József | Molnár József | Molnár József |
|                |                |                |               |               |               |               |               |
| –              | –              | –              | –             | Somogyért     | –             | –             | –             |
|                |                |                |               |               |               |               |               |